# Kahoku (Yamagata)
Kahoku (jap. 河北町 Kahoku-chō) – miasto w Japonii, na wyspie Honsiu, w prefekturze Yamagata. Według danych na rok 2020 miejscowość zamieszkiwało 17 641 mieszkańców , a gęstość zaludnienia wyniosła 336,3 os./km².